# Osterfelderkopf
Der Osterfelderkopf ist ein 2057 m hoher, schwach ausgeprägter Nebengipfel in der Nordflanke der Alpspitze im Wettersteingebirge in Bayern. Bekannt ist er vor allem durch die Bergstation der Alpspitzbahn mit der Aussichtsplattform AlpspiX und als Ausgangspunkt für zahlreiche alpine Sportarten.

## Alpinismus
Der Osterfelderkopf liegt auf den Nordabfällen der Alpspitze nur ca. 100 Höhenmeter unterhalb des Höllentorkopfes. Die Bergstation der Alpspitzbahn liegt auf 2033 m nur kurz unterhalb des kleinen Felsgipfels. Dadurch wird der Osterfelderkopf zum idealen Ausgangspunkt zahlreicher alpiner Touren im Wetterstein um die Alpspitze.
Dazu zählen z. B. die Klettersteige Alpspitzferrata auf die Alpspitze, der Nordwandsteig, die Schöngänge und der Mauerläufersteig zum Bernadeinkopf sowie im weiteren Verlauf die Klettertour des Jubiläumsgrats zur Zugspitze.
Der Osterfelderkopf ist auch Startpunkt für Paraglider.
Im Winter ist der Osterfelderkopf Teil des Skigebietes Garmisch Classic.

## Galerie

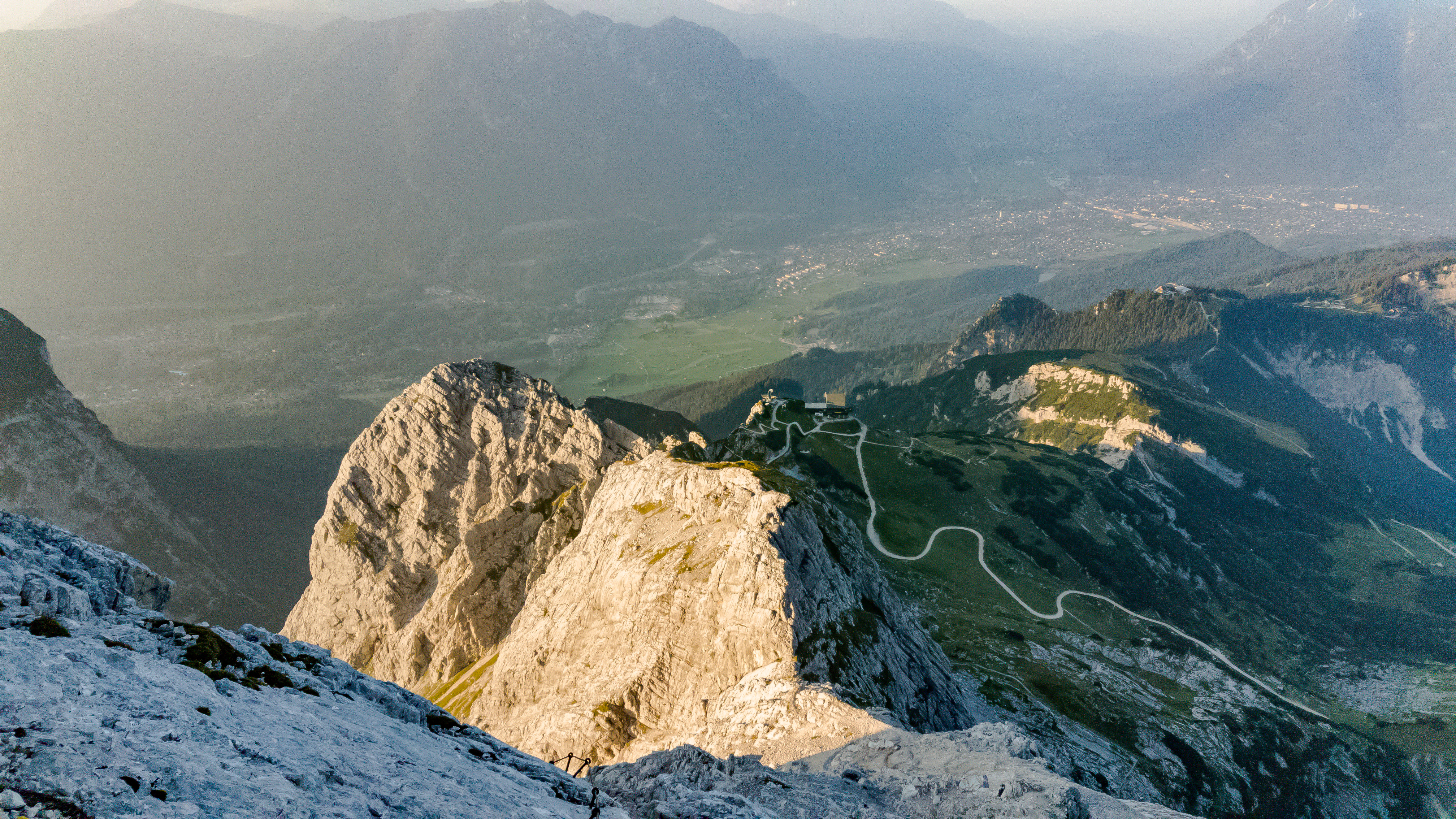
Osterfelderkopf und Kreuzeck von der Alpspitze aus gesehen
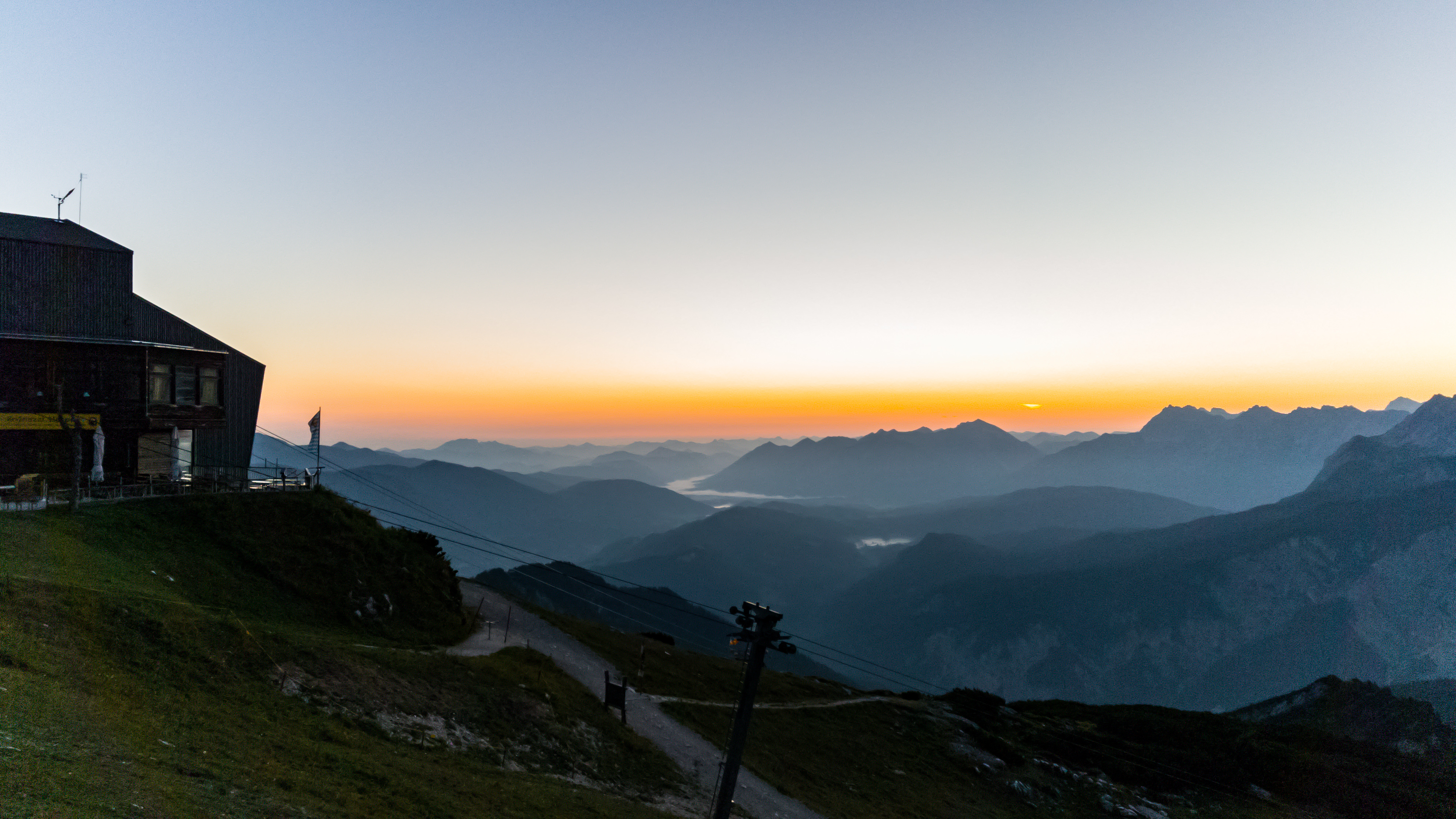
Osterfelderkopf im Sonnenaufgang mit Blick aufs Karwendel und ins Isartal